# Jabuka, Pljevlja
Jabuka este un sat din comuna Pljevlja, Muntenegru. Conform datelor de la recensământul din 2003, localitatea are 26 de locuitori (la recensământul din 1991 erau 51 de locuitori).

## Demografie
În satul Jabuka locuiesc 26 de persoane adulte, iar vârsta medie a populației este de 50,8 de ani (47,0 la bărbați și 56,0 la femei). În localitate sunt 10 gospodării, iar numărul mediu de membri în gospodărie este de 2,60.
Populația localității este foarte eterogenă.
|  |

| Demografie | Demografie | Demografie |
| An         | Locuitori  | Locuitori  |
| ---------- | ---------- | ---------- |
|            |            |            |
|            |            |            |
|            |            |            |
|            |            |            |
| 1948       | 81         |            |
| 1953       | 90         |            |
| 1961       | 105        |            |
| 1971       | 80         |            |
| 1981       | 77         |            |
| 1991       | 51         | 51         |
| 2003       | 30         | 26         |

| \| Componența etnică conform recensământului din 2003[2] \| Componența etnică conform recensământului din 2003[2] \| Componența etnică conform recensământului din 2003[2] \| Componența etnică conform recensământului din 2003[2] \| Componența etnică conform recensământului din 2003[2] \| \| ----------------------------------------------------- \| ----------------------------------------------------- \| ----------------------------------------------------- \| ----------------------------------------------------- \| ----------------------------------------------------- \| \| \| \| \| \| \| \| Musulmani \| Musulmani \| \| 12 \| 46,15% \| \| Sârbi \| Sârbi \| \| 8 \| 30,76% \| \| Muntenegreni \| Muntenegreni \| \| 6 \| 23,07% \| \| necunoscută \| necunoscută \| \| 0 \| 0% \| |              |  |    |        |
| Componența etnică conform recensământului din 2003 |              |  |    |        |
| |              |  |    |        |
| Musulmani | Musulmani    |  | 12 | 46,15% |
| Sârbi | Sârbi        |  | 8  | 30,76% |
| Muntenegreni | Muntenegreni |  | 6  | 23,07% |
| necunoscută | necunoscută  |  | 0  | 0%     |